# Banel y Adama
Banel y Adama es una película dramática senegalesa de 2023 dirigida por Ramata-Toulaye Sy.
La película fue seleccionada para competir en la sección oficial (por la Palma de Oro) en la 76° edición del Festival de Cannes.

## Sinopsis
Banel y Adama se aman. Viven en un pueblo remoto en el norte de Senegal. Del mundo, sólo saben que, fuera, nada existe. Pero el amor absoluto que los une chocará con las convenciones de la comunidad. Porque donde viven no hay lugar por las pasiones y menos para el caos.

## Producción
Banel y Adama es el primer largometraje del director Ramata-Toulaye Sy. La obra fue rodada en Pulaar, una variante de Fulfulde.
La película fue producida por Eric Névé y Maud Leclair de la compañía parisina La Chauve-Souris y por Margaux Juvénal de Take Shelter. Souleymane Kébé fue coproductor de Astou Production. El equipo de filmación incluyó a Amine Berrada (fotografía), Vincent Tricon (edición) y Bachar Khalifé (música de cine). La duración de la película debe ser de 100 minutos.